# Pronola fraterna
Pronola fraterna är en fjärilsart som beskrevs av William Schaus 1905. Pronola fraterna ingår i släktet Pronola och familjen björnspinnare. Inga underarter finns listade i Catalogue of Life.